# 서해주
서해주(徐海注, 1923년 8월 15일~2020년 6월 9일)는 대한민국의 사업가이다. 일본 야마토 상사 주식회사의 대표이사 회장을 역임했다.